# Internationale Marx-Engels-Stiftung
Internationale Marx-Engels-Stiftung (IMES) és una fundació internacional que es va crear l'any 1990 per iniciativa de l'Institut Internacional d'Història Social (IISH) d'Amsterdam amb l'objectiu de publicar una edició historicocrítica completa de les obres de Karl Marx i Friedrich Engels: Marx-Engels-Gesamtausgabe, MEGA. L'IMES va publicar MEGA-Studien com a revista que acompanyava l'edició completa i, a partir de 2003, el Marx-Engels-Jahrbuch.
A més de l'IISH, en formen part l'Acadèmia de Ciències de Berlín-Brandenburg (BBAW), la Karl Marx House (KMH) de la Fundació Friedrich Ebert de Tréveris, els Arxius Estatals de Rússia per a la Història Política i Social (RGA) i l'Institut Rus Independent per a l'Estudi de Problemes Socials i Nacionals (RNI), ambdós amb seu a Moscou. Algunes de les personalitats que formen part del seu comitè són: Jürgen Kocka, Bertell Ollman, Eric Hobsbawm i Immanuel Wallerstein.